# Aachener Turn- und Sportverein Alemannia 1900 2008-2009
Questa voce raccoglie le informazioni riguardanti il Aachener Turn- und Sportverein Alemannia 1900 nelle competizioni ufficiali della stagione 2008-2009.

## Stagione
Nella stagione 2008-2009 il Alemannia, allenato da Jürgen Seeberger, concluse il campionato di 2. Bundesliga al 4º posto. In Coppa di Germania il Alemannia fu eliminato al secondo turno dal Wehen Wiesbaden.

## Rosa
| N. |                     | Ruolo | Calciatore         |
| -- | ------------------- | ----- | ------------------ |
| 41 | Germania (bandiera) | P     | David Hohs         |
| 1  | Germania (bandiera) | P     | Stephan Straub     |
| 12 | Germania (bandiera) | P     | Thorsten Stuckmann |
| 32 | Germania (bandiera) | D     | Timo Achenbach     |
| 28 | Germania (bandiera) | D     | Mirko Casper       |
| 26 | Germania (bandiera) | D     | Patrick Milchraum  |
| 19 | Nigeria (bandiera)  | D     | Seyi Olajengbesi   |
| 17 | Germania (bandiera) | D     | Thomas Stehle      |
| 30 | Polonia (bandiera)  | D     | Łukasz Szukała     |
| 4  | Croazia (bandiera)  | D     | Hrvoje Vuković     |
| 14 | Germania (bandiera) | C     | Daniel Brinkmann   |
| 21 | Germania (bandiera) | C     | Cristian Fiél      |
| 18 | Germania (bandiera) | C     | Lewis Holtby       |

| N. |                         | Ruolo | Calciatore         |
| -- | ----------------------- | ----- | ------------------ |
| 25 | Germania (bandiera)     | C     | Manuel Junglas     |
| 5  | Finlandia (bandiera)    | C     | Pekka Lagerblom    |
| 10 | Austria (bandiera)      | C     | Andreas Lasnik     |
| 20 | Germania (bandiera)     | C     | Matthias Lehmann   |
| 16 | Germania (bandiera)     | C     | Florian Müller     |
| 7  | Germania (bandiera)     | C     | Reiner Plaßhenrich |
| 6  | Germania (bandiera)     | C     | Jérôme Polenz      |
| 29 | Germania (bandiera)     | C     | Jochen Seitz       |
| 9  | Germania (bandiera)     | A     | Benjamin Auer      |
| 11 | Germania (bandiera)     | A     | Markus Daun        |
| 8  | Slovacchia (bandiera)   | A     | Szilárd Németh     |
| 23 | Burkina Faso (bandiera) | A     | Hervé Oussalé      |
| 33 | Turchia (bandiera)      | A     | Abdulkadir Özgen   |

## Organigramma societario
Area tecnica
- Allenatore: Jürgen Seeberger
- Allenatore in seconda: Jörg Jakobs
- Preparatore dei portieri: Christian Schmidt
- Preparatori atletici:

## Risultati

### 2. Bundesliga

#### Girone di andata
| Arbitro: | Sippel |

|                     |           |              |
| Auer 6’ Szukała 58’ | Marcatori | 23’ Orahovac |

| Arbitro: | Hartmann |

|          |           |  |
| Dorn 71’ | Marcatori |  |

| Arbitro: | Drees |

|                      |           |                          |
| Eigler 49’ Gygax 68’ | Marcatori | 16’ Olajengbesi 29’ Auer |

| Arbitro: | Kempter |

|         |           |  |
| Auer 3’ | Marcatori |  |

| Arbitro: | Grudzinski |

|                       |           |                     |
| Makiadi 22’, 37’, 43’ | Marcatori | 83’ Auer 90’ Németh |

| Arbitro: | Walz |

|          |           |  |
| Daun 83’ | Marcatori |  |

| Arbitro: | Brych |

|                           |           |                          |
| Ludwig 2’ Ebbers 45’, 46’ | Marcatori | 33’ Auer 60’ (rig.) Daun |

| Arbitro: | Kircher |

|                     |           |  |
| Németh 25’ Auer 40’ | Marcatori |  |

| Arbitro: | Wingenbach |

|             |           |            |
| Allagui 43’ | Marcatori | 23’ Stehle |

| Arbitro: | Schalk |

|  |           |                         |
|  | Marcatori | 35’ Heithölter 63’ Book |

| Arbitro: | Zwayer |

|  |           |                                   |
|  | Marcatori | 12’ Milchraum 57’ Auer 82’ Németh |

| Arbitro: | Dingert |

|                          |           |  |
| Milchraum 18’ Németh 21’ | Marcatori |  |

| Arbitro: | Thielert |

|          |           |               |
| Kaya 30’ | Marcatori | 86’ Milchraum |

| Arbitro: | Stark |

|                               |           |                   |
| Fiél 52’ Auer 88’ Lehmann 90’ | Marcatori | 59’ (rig.) Cichon |

| Arbitro: | Schriever |

|           |           |          |
| Lakić 90’ | Marcatori | 64’ Auer |

| Arbitro: | Schößling |

|                         |           |  |
| Milchraum 1’ Holtby 85’ | Marcatori |  |

| Arbitro: | Schmidt |

|                             |           |                 |
| Werner 48’, 59’ Sinkala 52’ | Marcatori | 81’ Olajengbesi |

#### Girone di ritorno
| Arbitro: | Fleischer |

|            |           |  |
| Ziemer 45’ | Marcatori |  |

| Arbitro: | Frank |

|                                 |           |                            |
| Auer 52’ Holtby 81’ Vuković 87’ | Marcatori | 31’ Retov 50’, 76’ Bartels |

| Arbitro: | Rafati |

|                                                         |           |                 |
| Holtby 10’, 14’ Casper 41’ Auer 45’ Németh 58’ Fiél 73’ | Marcatori | 29’, 67’ Boakye |

| Ingolstadt 20 febbraio 2009, ore 18:00 CET 21ª giornata | Ingolstadt 04 | 0 – 0 referto | Alemannia Aquisgrana | TUJA-Stadion (3 505 spett.)\| Arbitro: \| Gagelmann \| |
| Arbitro:                                                | Gagelmann     |               |                      |                                                        |

| Arbitro: | Perl |

|            |           |                            |
| Németh 34’ | Marcatori | 37’ Makiadi 83’ Ben-Hatira |

| Arbitro: | Dingert |

|                         |           |             |
| Toprak 11’ Bechmann 88’ | Marcatori | 61’ Szukała |

| Arbitro: | Welz |

|            |           |                             |
| Müller 68’ | Marcatori | 17’, 49’ Hoilett 56’ Ludwig |

| Arbitro: | Schalk |

|          |           |                                         |
| Amri 69’ | Marcatori | 30’, 44’ Brinkmann 75’ Özgen 83’ Holtby |

| Arbitro: | Zwayer |

|             |           |  |
| Oussalé 75’ | Marcatori |  |

| Arbitro: | Sippel |

|  |           |                     |
|  | Marcatori | 13’ Auer 37’ Holtby |

| Arbitro: | Steinhaus |

|                      |           |  |
| Auer 51’ Lehmann 81’ | Marcatori |  |

| Arbitro: | Hartmann |

|  |           |                                |
|  | Marcatori | 58’ Oussalé 80’ (rig.) Lehmann |

| Arbitro: | Fritz |

|                     |           |                |
| Holtby 24’ Auer 76’ | Marcatori | 37’, 53’ Nöthe |

| Arbitro: | Steuer |

|                       |           |            |
| Frommer 18’ Peitz 79’ | Marcatori | 90’ Holtby |

| Arbitro: | Fleischer |

|            |           |  |
| Müller 66’ | Marcatori |  |

| Arbitro: | Kempter |

|           |           |          |
| Lauth 33’ | Marcatori | 83’ Auer |

| Arbitro: | Henschel |

|                                                  |           |  |
| Lehmann 11’ Olajengbesi 41’ Junglas 44’ Auer 56’ | Marcatori |  |

### Coppa di Germania
| Arbitro: | Fischer |

|           |           |                                   |
| Meven 45’ | Marcatori | 13’ Lasnik 49’, 73’ Auer 90’ Daun |

| Arbitro: | Gagelmann |

|           |           |  |
| König 72’ | Marcatori |  |

## Statistiche

### Statistiche di squadra
| Competizione      | Punti | In casa | In casa | In casa | In casa | In casa | In casa | In trasferta | In trasferta | In trasferta | In trasferta | In trasferta | In trasferta | Totale | Totale | Totale | Totale | Totale | Totale | DR  |
| Competizione      | Punti | G       | V       | N       | P       | Gf      | Gs      | G            | V            | N            | P            | Gf           | Gs           | G      | V      | N      | P      | Gf     | Gs     | DR  |
| ----------------- | ----- | ------- | ------- | ------- | ------- | ------- | ------- | ------------ | ------------ | ------------ | ------------ | ------------ | ------------ | ------ | ------ | ------ | ------ | ------ | ------ | --- |
| 2. Bundesliga     | 56    | 17      | 12      | 2       | 3       | 34      | 16      | 17           | 4            | 6            | 7            | 24           | 22           | 34     | 16     | 8      | 10     | 58     | 38     | +20 |
| Coppa di Germania | -     | 0       | 0       | 0       | 0       | 0       | 0       | 2            | 1            | 0            | 1            | 4            | 2            | 2      | 1      | 0      | 1      | 4      | 2      | +2  |
| Totale            | -     | 17      | 12      | 2       | 3       | 34      | 16      | 19           | 5            | 6            | 8            | 28           | 24           | 36     | 17     | 8      | 11     | 62     | 40     | +22 |

### Andamento in campionato
| Giornata  | 1 | 2 | 3 | 4 | 5 | 6 | 7 | 8 | 9 | 10 | 11 | 12 | 13 | 14 | 15 | 16 | 17 | 18 | 19 | 20 | 21 | 22 | 23 | 24 | 25 | 26 | 27 | 28 | 29 | 30 | 31 | 32 | 33 | 34 |
| --------- | - | - | - | - | - | - | - | - | - | -- | -- | -- | -- | -- | -- | -- | -- | -- | -- | -- | -- | -- | -- | -- | -- | -- | -- | -- | -- | -- | -- | -- | -- | -- |
| Luogo     | C | T | T | C | T | C | T | C | T | C  | T  | C  | T  | C  | T  | C  | T  | T  | C  | C  | T  | C  | T  | C  | T  | C  | T  | C  | T  | C  | T  | C  | T  | C  |
| Risultato | V | P | N | V | P | V | P | V | N | P  | V  | V  | N  | V  | N  | V  | P  | P  | N  | V  | N  | P  | P  | P  | V  | V  | V  | V  | V  | N  | P  | V  | N  | V  |
| Posizione | 2 | 9 | 9 | 6 | 7 | 7 | 8 | 7 | 6 | 9  | 7  | 4  | 5  | 4  | 4  | 4  | 5  | 5  | 6  | 5  | 5  | 6  | 8  | 9  | 8  | 7  | 6  | 6  | 6  | 5  | 6  | 5  | 4  | 4  |

Legenda:

Luogo: C = Casa; T = Trasferta. Risultato: V = Vittoria; N = Pareggio; P = Sconfitta.

### Statistiche dei giocatori
| Giocatore      | 2. Bundesliga | 2. Bundesliga | 2. Bundesliga | 2. Bundesliga | Coppa di Germania | Coppa di Germania | Coppa di Germania | Coppa di Germania | Totale   | Totale | Totale      | Totale     |
| Giocatore      | Presenze      | Reti          | Ammonizioni   | Espulsioni    | Presenze          | Reti              | Ammonizioni       | Espulsioni        | Presenze | Reti   | Ammonizioni | Espulsioni |
| -------------- | ------------- | ------------- | ------------- | ------------- | ----------------- | ----------------- | ----------------- | ----------------- | -------- | ------ | ----------- | ---------- |
| D. Hohs        | -             | -             | -             | -             | -                 | -                 | -                 | -                 | -        | -      | -           | -          |
| S. Straub      | 1             | 0             | 0             | 0             | -                 | -                 | -                 | -                 | 1        | 0      | 0           | 0          |
| T. Stuckmann   | 34            | 0             | 1             | 0             | 2                 | 0                 | 0                 | 0                 | 36       | 0      | 1           | 0          |
| T. Achenbach   | 34            | 0             | 4             | 0             | 2                 | 0                 | 0                 | 0                 | 36       | 0      | 4           | 0          |
| M. Casper      | 14            | 1             | 2             | 0             | -                 | -                 | -                 | -                 | 14       | 1      | 2           | 0          |
| P. Milchraum   | 25            | 4             | 1             | 0             | -                 | -                 | -                 | -                 | 25       | 4      | 1           | 0          |
| S. Olajengbesi | 31            | 3             | 6             | 1             | 2                 | 0                 | 0                 | 0                 | 33       | 3      | 6           | 1          |
| T. Stehle      | 10            | 1             | 4             | 0             | -                 | -                 | -                 | -                 | 10       | 1      | 4           | 0          |
| Ł. Szukała     | 18            | 2             | 1             | 2             | 2                 | 0                 | 0                 | 0                 | 20       | 2      | 1           | 2          |
| H. Vuković     | 7             | 1             | 0             | 1             | 1                 | 0                 | 1                 | 0                 | 8        | 1      | 1           | 1          |
| D. Brinkmann   | 20            | 2             | 1             | 0             | 1                 | 0                 | 0                 | 0                 | 21       | 2      | 1           | 0          |
| C. Fiél        | 28            | 2             | 5             | 0             | 1                 | 0                 | 1                 | 0                 | 29       | 2      | 6           | 0          |
| L. Holtby      | 31            | 8             | 5             | 0             | 2                 | 0                 | 0                 | 0                 | 33       | 8      | 5           | 0          |
| M. Junglas     | 3             | 1             | 1             | 0             | -                 | -                 | -                 | -                 | 3        | 1      | 1           | 0          |
| P. Lagerblom   | 21            | 0             | 2             | 0             | 2                 | 0                 | 0                 | 0                 | 23       | 0      | 2           | 0          |
| A. Lasnik      | 10            | 0             | 0             | 0             | 2                 | 1                 | 0                 | 0                 | 12       | 1      | 0           | 0          |
| M. Lehmann     | 32            | 4             | 5             | 0             | 2                 | 0                 | 1                 | 0                 | 34       | 4      | 6           | 0          |
| F. Müller      | 27            | 2             | 2             | 0             | -                 | -                 | -                 | -                 | 27       | 2      | 2           | 0          |
| R. Plaßhenrich | 9             | 0             | 2             | 0             | 2                 | 0                 | 1                 | 0                 | 11       | 0      | 3           | 0          |
| J. Polenz      | 23            | 0             | 5             | 1             | 1                 | 0                 | 0                 | 0                 | 24       | 0      | 5           | 1          |
| J. Seitz       | 6             | 0             | 0             | 0             | -                 | -                 | -                 | -                 | 6        | 0      | 0           | 0          |
| B. Auer        | 32            | 16            | 8             | 0             | 2                 | 2                 | 0                 | 0                 | 34       | 18     | 8           | 0          |
| M. Daun        | 21            | 2             | 3             | 1             | 2                 | 1                 | 1                 | 0                 | 23       | 3      | 4           | 1          |
| S. Németh      | 26            | 6             | 1             | 0             | 2                 | 0                 | 0                 | 0                 | 28       | 6      | 1           | 0          |
| H. Oussalé     | 10            | 2             | 1             | 0             | -                 | -                 | -                 | -                 | 10       | 2      | 1           | 0          |
| A. Özgen       | 3             | 1             | 0             | 0             | -                 | -                 | -                 | -                 | 3        | 1      | 0           | 0          |